# Cars 3
Cars 3 es una película de animación por computadora en 3D de 2017, siendo la película número 18 producida por Pixar Animation Studios y distribuida por Walt Disney Pictures. Es la tercera de la franquicia Cars y es la secuela de Cars 2 (2011). Está dirigida por Brian Fee, producida por Kevin Reher, con el guion de Bob Peterson, Mike Rich y Kiel Murray y una historia por Fee, Ben Queen, Eyal Podell y Jonhatan E. Stewart. Las voces protagónicas de Owen Wilson, Bonnie Hunt y Larry the Cable Guy repiten sus roles de entregas anteriores, mientras que Cristela Alonzo, Chris Cooper, Armie Hammer, Nathan Fillion, Kerry Washington y Lea DeLaria se unen al reparto. En la película, Rayo McQueen se prueba ante una nueva generación de corredores para demostrar que es el mejor auto de carreras del mundo.
El desarrollo de una secuela comenzó en 2011, luego del estreno de Cars 2, y la preproducción en 2014. El productor ejecutivo de la película y director de las dos anteriores, John Lasseter, dijo que el filme sería más emocional y volvería a las raíces originales de las cintas. El equipo de producción buscó múltiples corredores de la NASCAR, particularmente envejecidos, así como un psicoanalista de deportes. Dos de los nuevos miembros del reparto, Cristela Alonzo y Armie Hammer, fueron anunciados en enero de 2017, mientras que Nathan Fillion, Kerry Washington y Lea DeLaria se unieron dos meses después.
Estrenada mundialmente en cines el 16 de junio de 2017 junto a su cortometraje Lou. Recaudó $ 383 millones en todo el mundo contra su presupuesto de $ 150 millones, convirtiéndose en la película de menor recaudación de la franquicia, pero aun así un éxito de taquilla. Recibió críticas generalmente positivas de los críticos, con elogios por su animación, historia y profundidad emocional, y muchos de ellos lo consideraron una mejora con respecto a su predecesora. Esta fue la última interpretación de Katherine Helmond en la franquicia Cars, debido a su muerte dos años después del estreno de la película, en febrero de 2019.

## Sinopsis
Después de que Jackson Storm (voz de Armie Hammer), un nuevo corredor diseñado con alta tecnología llega a la pista, el público se pregunta cuándo se retirará el ahora veterano y campeón experimentado de siete Copas Pistón, Rayo McQueen (voz de Owen Wilson). Este quiere demostrar que aún no le hace falta retirarse, pero luego de su última carrera de la temporada, un fuerte accidente en la pista (que casi le cuesta la vida) pone al Rayo McQueen al borde de su inminente retiro de las carreras para siempre, sin embargo Cruz Ramírez (voz de Cristela Alonzo), una entrenadora de corredores mexicana, quiere demostrarle a Rayo McQueen que aún puede seguir compitiendo y le enseña a no rendirse ante Jackson Storm y lo ayuda en su reto para seguir en las carreras.

## Argumento
Seis años después de competir en el Gran Prix Mundial y haber detenido el complot del Profesor Zündapp y Miles Axelrod en Londres, el Rayo McQueen, ahora como veterano y siete veces campeón de la Copa Pistón, está compitiendo con sus viejos amigos veteranos Bobby Swift y Cal Weathers. Los tres se respetan mutuamente mientras intercambian victorias a lo largo de la serie. Quien gane puede contar con que los demás le hagan bromas, todo muy divertido. Durante una carrera, Rayo y Bobby están luchando por llegar a la meta, cuando un automóvil con una carrocería negra y de alta tecnología, pasa zumbando a ambos, tomando la bandera a cuadros.
Rayo ve la repetición en el Jumbotron y ve a Jackson Storm aparentemente venir de la nada para vencerlo. Chick Hicks, el antiguo oponente de carreras de Rayo y campeón de la Copa Pistón, ahora es locutor de Racing Sports Network. Presenta a su copresentadora, Natalie Certeza, un análisis estadístico. Ella explica que Jackson es parte de una nueva generación de corredores que usan la última tecnología para correr más rápido que los corredores veteranos. En la próxima carrera, hay seis autos más de alta tecnología, y corren con precisión, cortando el paso de Rayo en cada giro. Jackson, gana de nuevo, con Rayo terminando tercero. Con Jackson acumulando más victorias, los locutores pasan todo el tiempo hablando de él y de cómo entrena en los últimos simuladores. Rayo descubre que Cal Weathers y el resto de los viejos corredores veteranos han decidido retirarse o fueron despedidos y reemplazados por sus patrocinadores.
En la próxima y última carrera en el Autódromo Internacional de Los Ángeles, es Rayo solo contra Jackson y todos los corredores de próxima generación. Después de la última parada en pits, Rayo toma la delantera, pero poco después, Jackson Storm no tarda mucho en alcanzarlo y adelantarlo. Exigiéndose demasiado en el cuarto lugar, Rayo intenta alcanzar desesperadamente a Jackson, pero en ese momento, uno de sus neumáticos se revienta y antes de que pueda reaccionar, pierde el control deslizándose hacia un lado y golpea violentamente el muro de contención y sufre un violento accidente, donde sale volando por breves momentos en la pista y termina dando varias vueltas en el pasto central de la pista hasta que se detiene. Tras el violento accidente, un camión de bomberos, La policía, Un camión de emergencia, Mate, Sally Carrera y los demás residentes de Radiador Springs salen a auxiliar a un muy malherido Rayo y lo llevan de urgencias al hospital.
Cuatro meses después, Rayo se está recuperando de los daños en Radiador Springs, donde este escucha por la radio las noticias de que el novato Jackson Storm sigue arrasando en miras al final de la temporada y donde también mencionan sobre el futuro del Rayo en las carreras tras su violento choque previamente, incluso llegando a mencionar que tal vez sus días como corredor profesional han terminado, por lo que este apaga la radio y se pone a mirar algunas imágenes antiguas de su difunto mentor, Doc Hudson, cuando tuvo un accidente similar en el año 1954. En ese momento, Rayo recuerda las palabras que le dijo su mentor previamente hace once años atrás: "Cuando me recupere, volví esperando una gran bienvenida y ¿Qué crees que dijeron? ¡Eres historia!. Pusieron su atención en el siguiente novato en la fila. Tenía tanto que dar todavía y no me dejaron enseñarles", lo que en cierto modo hacen que Rayo comprenda lo que Doc sintió en su momento cuando ocurrió su accidente en 1954 y como lo forzaron a retirarse estando en el apogeo de su carrera como corredor profesional. Poco después, la novia del Rayo, Sally, aparece en el lugar y lo saluda, donde este le dice que no quiere que lo obliguen a retirarse de las carreras, como le pasó en su momento al Doc, pero que no puede seguir haciendo lo mismo que no ha funcionado. Ella le dice que intente algo nuevo y que no tenga miedo al fracaso, sino a no tener nunca la oportunidad. el mejor amigo del Rayo, Mate, aparece y Rayo le dice que está listo para comenzar a entrenar nuevamente. Pero primero necesita hablar con Rusty y Dusty, los dueños de Rust-eze, el patrocinador de Rayo.
En el café V-8 de Flo, los llama y dice que quiere entrenar como Jackson, y dicen que están por delante de él y que están abriendo el nuevo Rust-eze Racing Center. Mack lo mete junto a Luigi y Guido en su remolque y los llevan al centro. Cuando llega, Rusty y Dusty están allí para saludarlo y le dicen que vendieron Rust-eze a un auto llamado Sterling. Saluda al Rayo y le muestra una pared que tiene todos los aspectos más destacados de su carrera en imágenes y una imagen de Doc. Él le dice a Rayo que es hora de una nueva apariencia. Le da al Rayo un traje electrónico que puede rastrear su velocidad y signos vitales. Mostrando a Rayo alrededor, Sterling lo lleva al simulador de carreras. Sterling le presenta a su entrenadora, Cruz Ramírez. Momentos después, Cruz le muestra las instalaciones donde está entrenando a los autos en cintas de correr, convenciéndolos para que alcancen su velocidad máxima, pero cuando ve a Rayo, lo llama su proyecto de último año.
Durante los próximos días, Cruz supera a Rayo en ejercicios aeróbicos que Rayo lo sigue, pero solo quiere probar el simulador. A regañadientes, lo pone en marcha y Rayo lo conduce, pero pronto se encuentra golpeando repetidamente las paredes. Liberándose de las ataduras de la caminadora, sale disparado hacia adelante y choca contra la pantalla. Después de que Sterling y Cruz hablan sobre qué hacer, Rayo entra en su oficina. Sterling le muestra una variedad de productos con su rostro en ellos, diciendo que este será su legado. Rayo le pregunta a qué se refiere y él le dice que ya no va a competir con él. Rayo ruega por una carrera más y dice que si no gana, se retirará y venderá toda la mercancía que pueda. Sterling está de acuerdo y le permite entrenar en Fireball Beach, pero solo si lleva a Cruz con él.
Cruz le dice que su traje rastreará su velocidad, pero que ella tiene que estar cerca, porque tiene un alcance corto. Despega hacia un muelle, con una voz anunciando su velocidad. "46, 63, fuera de rango". Rayo mira hacia atrás y ve a Cruz todavía al principio, girando sus ruedas. Él regresa y le dice que en la playa, ella tiene que bajar el acelerador. Lo intentan de nuevo, y esta vez, Cruz queda atrapado en arena más blanda. La próxima vez, se queda atrapada en olas poco profundas, luego gira y hace una dona. Al intentarlo de nuevo, queda enterrada en la arena que salpica sus neumáticos. Él le dice que se ciña a la arena compactada y lo intentan de nuevo. Esta vez, Cruz se detiene, no porque se haya quedado atascada, sino porque no quería golpear un cangrejo, creyendo que era un chiste. Rayo ve que el sol se está poniendo, así que la lleva al inicio para intentarlo una vez más.  "Ahora, vas a despegar despacio, para que tus llantas se agarren", dice, "y trazarás una línea recta en la arena, para que no te salgas''. "Y todos los malhumorados se han ido de noche". Esta vez, ella puede seguir el ritmo y, cuando él termina, ella le dice que su velocidad máxima era de 198, aún más lenta que la de Jackson. Mirando una señal de tráfico, Rayo va a Thunder Hollow, que tiene un camino de tierra. Decide que necesita hacer carreras de verdad, pero Luigi se lo niega diciendo que si la prensa se entera, se le echarán encima lo que Guido dijo Paparazzi. Mack le dice que es todo un maestro del disfraz.
En la pista de carreras, Luigi hace girar sus neumáticos en el barro, cubriendo a Rayo y haciéndolo irreconocible. Cruz se une a él en la línea de salida para controlar su velocidad, y luego escuchan un anuncio por megafonía dando la bienvenida a todos al derby de demolición de los locochones. Rayo y Cruz intentan escabullirse en silencio, pero encuentran la puerta cerrada. Pronto se les unirá Miss Fractura, un enorme autobús escolar con cercas de alambre alrededor del exterior. Comienza el derby, y todos los demás autos comienzan a chocar entre sí, con Rayo y Cruz apenas evitando ser golpeados. Miss Fractura está a punto de embestir a Cruz, pero Rayo la empuja fuera del camino justo a tiempo, y el impulso de Miss Fractura hace que se voltee de lado. Miss Fractura había rozado el neumático de Rayo en el camino, lo que provocó que se quedara atascado. Ella se endereza y se abalanza sobre él. En el último segundo, consigue que sus neumáticos agarren y acelera fuera del camino, haciendo que ella se estrelle. Cruz es el único auto que queda sin daños, por lo que es declarada ganadora. Un camión de agua acude en ayuda de Miss Fractura, pero Cruz se interpone en el camino, lo que hace que se vuelque y salpique agua por todas partes. El barro de Rayo se lava, revelando su identidad a la multitud. De repente, las cámaras parpadean por todas partes.
Rayo y Cruz están de vuelta en el tráiler de Mack huyendo de Thunder Hollow, con Cruz junto a un gran trofeo. Ella trata de ocultar el hecho de que está mareada por haber ganado una carrera. Sin embargo, Rayo se enfurece y grita diciendo que se suponía que debía ser más rápido para poder ganar una carrera real, pero no lo hizo, porque tuvo que pasar toda la semana cuidándola. Él dice que la próxima carrera es su última oportunidad y si pierde, nunca más piensa ir a otra carrera, algo que ella no entendería porque no es corredora, y accidentalmente le da un golpe a la pared haciendo que el gran trofeo se caiga y se rompa. Cruz se enoja y le dice a Mack que se detenga y luego sale del remolque. Ella le pregunta a Rayo si cree que ella soñaba con convertirse en entrenadora. Ella dice que quiso convertirse en corredora toda su vida gracias a él. Y luego, cuando llegó a su primera carrera, vio que todos los demás autos se veían más grandes, más fuertes y con más confianza. Se dio cuenta de que no pertenecía, y la dejo ir. Ella le pregunta cómo se sintió en su primera carrera y él dice que nunca pensó que no podría hacerlo. Ella dice que deseaba saber cómo se sentía eso, y regresa al centro de carreras.
Mack pasa la noche durmiendo debajo de un paso elevado durante la tormenta, con Rayo viendo la televisión en el tráiler. Se reproducen imágenes del derby de demolición. Natalie informa que Jackson estableció un nuevo récord de vuelta más rápida en una carrera. Sterling dice que Rayo correrá según lo planeado. Natalie dice que Jackson es el gran favorito para ganar. Rayo llama a Mate y le dice que realmente desearía poder hablar con Doc Hudson y obtener un buen consejo. Mate responde que nadie sabía más sobre carreras que Doc, excepto el camión que le enseñó.
A la mañana siguiente, Mack alcanza a Cruz y sale Rayo. Ella le dice que renunciará como su entrenadora y él le pide que se una a él mientras busca a Smokey, el entrenador del Doc. Al llegar a la ciudad natal de Doc, encuentran una vieja pista de carreras y dan una vuelta. Smokey los ve y se presenta, y los lleva a un bar. Todos los autos viejos hablan de los días de carreras de Doc, y Rayo dice que desearía haber visto a Doc tan feliz. Smokey y Rayo salen, y Rayo dice que si no gana, nunca volverá a correr, y no quiere que le pase lo que le pasó a Doc. Smokey le dice que después del gran accidente de Doc, se escondió en Radiator Springs, cortando todo contacto. Pero un día, Smokey comenzó a recibir cartas de Doc, todas sobre el joven novato sensación que comenzó a entrenar. Al entrar rodando al garaje de Smokey, Rayo encuentra una pared entera de fotos de él y Doc juntos. Smokey le dice que las carreras no fueron la mejor parte de la vida de Doc, sino entrenarlo. Smokey dice que Doc vio algo en Rayo que él mismo nunca vio. Pregunta si Rayo está listo para encontrarlo y él dice que sí.
Smokey dice que Rayo nunca será más rápido que Jackson, pero puede ser más inteligente. Dice que escuchó que Rayo estaba en un derby de demolición, pero no tiene ni un rasguño. Dice que eso es lo que Rayo puede hacer cuando no está pensando demasiado. Cruz se pone en un ascensor y se le da un nuevo alerón y neumáticos de carreras, y tiene cinta adhesiva "Storm 2.0" en los costados. Dado que Rayo se había perdido las clasificatorias, comenzaría en la parte de atrás, con Jackson al frente. Cruz y Rayo toman sus posiciones en la línea de salida y Smokey le dice que tiene tres vueltas para alcanzarla. La primera vez que lo intentan, Cruz lo gana fácilmente. Intentando un enfoque diferente, les hace conducir por un viejo camino rural, arrojándoles pacas de heno en el camino. Una paca golpea a Rayo en la cara. En otra sesión, Smokey los tiene en un campo, y luego Smokey acelera su motor, asustando a un grupo de tractores y haciéndolos correr en todas direcciones. Rayo y Cruz intentan agacharse y esquivar lo mejor que pueden. Repitiendo el ejercicio de carreras, Rayo todavía no puede alcanzar a Cruz.
Rayo y Cruz van al autocine para ver algunas viejas imágenes de carreras de Doc. Ve a Doc arrastrándose detrás de otro automóvil y luego avanzando. Smokey le dice que tendrá que buscar oportunidades como esa. Cuando un automóvil intenta atropellar a Doc contra la pared, sube por la pared y voltea sobre la parte superior del otro automóvil, aterrizando en el otro lado y tomando la delantera. Vuelven a hacer el simulacro del tractor, y esta vez Rayo navega suavemente a través de los espacios entre los tractores. Haciendo el ejercicio de balas de heno, Rayo esquiva las balas sin esfuerzo. Smokey les presenta el último ejercicio, uno que usaron cuando hacían contrabando de alcohol ilegal. Tienen que conducir por un bosque de noche sin luces encendidas. Al principio, Rayo y Cruz dudan, avanzando lentamente entre los árboles. Ganan confianza y comienzan a acelerar, zigzagueando entre los árboles. Al rozarlos, el traje corporal de Rayo se rompe. Pronto comienzan a pasar junto a Smokey y el resto de las leyendas.
Repitiendo el ejercicio de carrera por última vez antes de la carrera, Rayo comienza a dibujar detrás de Cruz y luego sale frente a ella. Ella recupera la delantera y él vuelve a tomar la delantera. Cuello a cuello en el tramo final, Rayo le da una última ráfaga de velocidad y tira al frente, pero luego toma la delantera definitivamente en el último segundo. Ella celebra salvajemente, olvidando lo que significa para él. Tímidamente, dice que es mejor que se dirijan a la carrera en Florida.
En la carrera en el Autódromo Internacional de Florida, Rayo se alinea en la última posición y luego escucha la voz de Smokey en sus auriculares dándole la buena suerte y lo hagas por Doc y el dice que lo hara. La carrera comienza y Rayo comienza a pasar a los otros corredores de próxima generación. Cruz quien también está en los pits y le recuerda a Rayo la regla de las tres vueltas. Poco después, Sterling se acerca a Cruz y le dice que se retire a la central de entrenamiento y que se quite el alerón y los neumáticos de carrera que aún tenía. Pero justo en ese momento ocurre un accidente en la pista ocasionando que salga una bandera amarilla y Rayo se detiene en los pits y le dice a Smokey que necesita a Cruz de regreso. Ella se detiene y él le dice a la tripulación que la preparen, ya que hará que termine la carrera por él.
Nerviosa, Cruz sale de los pits y se une al resto de los autos, aún bajo precaución. Cuando sale la bandera verde, Cruz intenta acelerar, pero sus llantas no agarran al principio. Rayo repite lo que le dijo en la playa. "Inicia lentamente y deja que tus ruedas se afiancen". Ella acelera lentamente, ganando velocidad. En la primera curva, ella comienza a patinar. "Elige una línea, para que no te salgas". ''Todos los malhumorados se han ido de noche". Con más confianza, Cruz se detiene detrás del grupo de corredores. Pensando en el ejercicio del tractores, se abre camino entre los corredores de próxima generación, subiendo rápidamente. En la cabina de locutores, Natalie dice que no tiene estadísticas sobre el reemplazo de Rayo, excepto que recientemente ganó un derby de demolición. Ganando confianza constantemente, Cruz se mueve entre los diez primeros. Rodando detrás de otro automóvil, se desvía y se coloca al frente, ocupando el tercer lugar. Jackson deja que el coche del segundo lugar lo pase y luego se pone a su lado. Él le dice que puede jugar a disfrazarse todo lo que quiera, pero que nunca será una corredora. Se pone en velocidad, rápidamente retomando la delantera. Rayo le dice que crea en sí misma y que es una corredora. Con determinación, pasa junto al segundo auto y se detiene justo detrás de Jackson. Sale la bandera blanca, señalando la última vuelta.
Jackson intenta desviar a Cruz de su camino, pero ella iguala todos sus movimientos. Al acercarse a la línea de meta, tira hacia el exterior, pero él la embiste contra la pared. Al recordar lo que vio hacer a Doc, sube la pared y voltea a Jackson, avanza y toma la bandera a cuadros. Ella hace donas en el infield mientras la multitud corea su nombre en voz alta. Al entrar en boxes, se encuentra de nuevo con Rayo. Sterling se acerca a ella y le dice que sería una gran corredora en su equipo. Ella le dice que nunca correría para él y Tex Dinoco le pregunta si le gustaría correr para él. Rayo mira el Jumbotron y ve su nombre y el de Cruz como ganadores de la carrera, él finalmente gana la apuesta de Sterling. Sally le pregunta si eso significa que seguirá compitiendo y él responde que lo hará, pero desde hoy, hay algo importante que él debe hacer primero. Esta ingeniosa maniobra del Rayo y Cruz es en realidad ilegal, ya que así lo admitieron los productores de la película. Sin embargo, Sterling, al no conocer las reglas y distraído por la oferta de Tex, descentra su atención en esta pequeña martingala de quienes usaron el 95. 
De regreso a Radiador Springs, Cruz y Rayo lucen sus nuevos looks. Ella tiene pintado el 51 en su costado, el antiguo número de Doc Hudson, y él tiene pintado "El Fabuloso Rayo McQueen". Tex Dinoco se detiene y les dice que acaba de comprar Rust-eze y que ahora Rayo será el jefe de sala de Cruz. Conduciendo hasta el Monte de Willy, toman sus lugares en la línea de salida. Al bajar la bandera, comienzan a correr, como solían hacerlo Rayo y Doc. Rayo siente que Doc está cerca y sabe que está exactamente donde pertenece.

## Reparto

Rayo McQueen en Cars Land

- Owen Wilson como Rayo McQueen, un legendario veterano y siete veces campeón de la Copa Pistón que vive en la Ruta 66 de Radiador Springs; su marca es Racer para Rust-eze; su número es el 95 y es un Chevrolet Corvette C6-R.

Rayo y Cr

- Cristela Alonzo como Cruz Ramírez, la entrenadora mexicana de McQueen y técnica de las carreras que siempre deseó ser una corredora, pero nunca tuvo la oportunidad debido a sus sentido de inferioridad y porque Sterling desaprobó su potencial. Su patrocinador y número era conocido originalmente como Rust-eze y 95 en la pista de Florida 500 y más tarde Dinoco y 51 al final de la película. Es un Aston Martin DB11.
- Armand Douglas  Hammer como Jackson Storm, un Lykan HyperSport modificado (auto también presente en Furious 7), el nuevo rival de carreras de McQueen. La cara de la nueva generación de corredores de alta tecnología, que amenaza con desplazar a toda la generación de McQueen como el corredor de arriba, amenazando la carrera de McQueen y su inminente retiro; su marca es IGNTR y su número es el 20.
- Daniel Lawrence Whitney como Mate, un camión de remolque y el mejor amigo de Rayo.
- Bonnie Lynn Hunt como Sally Carrera, es un Porsche Carrera 911 y novia de Rayo.
- Anthony Marcus  Shalhoub como Luigi, un Fiat 600.
- Guido Quaroni como Guido, una carretilla elevadora / montacargas, que es el mejor amigo y ayudante de Luigi.
- John Dezso Ratzenberger como Mack, un camión de 1985 Mack Super-Liner que es el transporte de Rayo.
- Richard Petty como Strip "El Rey" Weathers, un Plymouth Road Runner Superbird, un corredor retirado de Dinoco y ahora jefe de mecánicos de su sobrino Cal Weathers.
- Kyle Eugene Petty como Cal Weathers, otro de los amigos de carreras más antiguos de McQueen, que es sobrino de Strip "El Rey" Weathers y el nuevo corredor de Dinoco con el número 42, sin embargo debido a la aparición de Jackson Storm, decide retirarse de las carreras. Es un 2004 Dodge Intrepid.
- Angel Oquendo como Bobby Swift, uno de los amigos de carreras más antiguos de McQueen que trabaja para Octane Gain con el número 19.
- Daniel Alejandro Suárez Garza como Daniel Swervez / Danny Swervez, un corredor violeta de nueva o próxima generación que trabaja para Octane Gain con el número 19.
- Chase Elliott como Chase Racelott, un corredor verde de nueva o próxima generación que trabaja para Vitoline con el número 24.
- William Darrell "Bubba: Wallace Jnr como Bubba Wheelhouse, un corredor color púrpura de nueva o próxima generación que trabaja para Transberry Juice con el número 6.
- Cheech Marin como Ramón, un Chevrolet Impala Lowrider y esposo de Flo.
- Jenifer Lewis como Flo, una ex Motorama Girl y esposa de Ramón.
- Michael Wallis como Sheriff, un obeso auto de policía Mercury de 1949.
- Paul Dooley como Sargento, un modelo jeep Willys.
- Lloyd Sherr como Fillmore, un autobús Volkswagen. Reemplaza al actor George Carlin le puso voz a Fillmore en la primera película debido al fallecimiento del mismo.
- Katherine Helmond como Lizzie, un Ford Modelo T.
- Lea DeLaria como Miss Fritter / Miss Fractura, una autobús monstruo de derby de demolición que compite en Thunder Hollow.
- Kerry Washington como Natalie Certain / Natalie Certeza, una analista estadística de la Copa Pistón.
- Robert Peterson como Chick Hicks, un expiloto de carreras, campeón de la Copa Pistón y antiguo rival de Rayo McQueen, ahora su detractor, que ahora trabaja como comentarista en RSN y es anfitrión de su propio programa de televisión, "Los Ticks de Chick". Michael Keaton puso voz al personaje en la primera película.
- Darrell Waltrip como Darrell Cartrip, locutor de la Copa Pistón.
- Bob Costas como Bob Cutlass, locutor de la Copa Pistón, compañero de Darrell Cartrip.
- Lewis Hamilton como Hamilton (programa), un asistente comando de voz para Cruz Ramirez. Hamilton previamente se puso voz a sí mismo (como un piloto de Cars 2) en la segunda película. En la versión española, el personaje es renombrado como Fernando, piloto Fernando Alonso le presta su voz.
- Jeffery Michael Gordon como Jeff Gorvette, un expiloto del Gran Prix Mundial de Cars 2.
- Mike Joy (en) como Mike Joyride, un comentasista de un programa en la radio de McQueen.
- Nathan Fillion como Sterling, un millonario auto de negocios que dirige el Rust-eze Racing Center.
- Ray Magliozzi como Dusty Rust-Eze, ex-patrocinador de Rayo McQueen.
- Tom Magliozzi como Rusty Rust-Eze, ex-patrocinador de Rayo McQueen, hermano mayor de Dusty.
- H.A. "Humpy" Wheeler como Tex Dinoco, un millonario auto de negocios que es patrocinador de Dinoco.
- Christopher Walton Cooper como Smokey, el exjefe de mecánicos de Doc Hudson que ayuda a centrar a McQueen para la carrera de Florida 500.
- Isiah Whitlock Jr. como River Scott.
- Junior Johnson como Junior "Medianoche" Moon.
- Margo Martindale como Louise
- Paul Newman como Doc Hudson, exjefe de mecánicos del equipo y difunto mentor de McQueen, que solía ser el Fabuloso Hudson Hornet #51. Él aparece en flashbacks que incluyen grabaciones previamente no utilizadas de Newman de la primera película.

## Doblaje
| Personaje                        | Actor de voz original         | Actor de doblaje                   | Actor de doblaje     |
| -------------------------------- | ----------------------------- | ---------------------------------- | -------------------- |
| Rayo McQueen                     | Owen Cunningham Wilson        | Kuno Eduardo Becker                | Guillermo Romero     |
| Cruz Ramírez                     | Cristela Alonzo               | Paty Cantú                         | Ruth Pazo Olivares   |
| Jackson Storm                    | Armand Douglas Hammer         | Alejandro Orozco                   | Inaki Balino         |
| Mate                             | Daniel Lawrence Whitney       | César Bono                         | Carlos Kaniownsky    |
| Sally Carrera                    | Bonnie Hunt                   | Rosalba Sotelo                     | Yolanda Mateos       |
| Smokey                           | Christopher Walton Cooper     | Gabriel Pingarrón                  | Juan Dieguez         |
| Flo                              | Jenifer Lewis                 | Simone Brook                       | Isabel Donate        |
| Ramón                            | Cheech Marin                  | Humberto Vélez                     | Carlos Jiménez Díaz  |
| Luigi                            | Anthony Marcus Shalhoub       | Arturo Mercado Leonel de Cervantes | Antonio Villar       |
| Guido                            | Guido Quaroni                 | Raúl Aldana                        | Paolo Vasile         |
| Mack                             | John Deszo Ratzenberger       | Arturo Mercado Chacon              | David García Vázquez |
| Doc Hudson                       | Paul Leonard Newman (archivo) | Pedro Armendáriz Jr. (archivo)     | Antón Cancelas       |
| Doc Hudson                       | Paul Leonard Newman (archivo) | Héctor Lama Yazbek                 | Antón Cancelas       |
| Sheriff                          | Michael Wallis                | Francisco Colmenero                | Fernando Hernández   |
| Sargento                         | Paul Dooley                   | Héctor Lee                         | Pablo Adán           |
| Fillmore                         | Lloyd Sherr                   | Eduardo Tejedo Narvaez             | Xerardo Couto        |
| Lizzie                           | Katherine Helmond             | María Santander                    | Amalia Gómez         |
| Rojo                             | Jerome Ranft                  | Mauricio Pérez Castillo            |                      |
| Hamilton / Fernando              | Lewis Hamilton                | Daniel Muñoz Lacy                  | Fernando Alonso      |
| Chick Hicks                      | Robert Peterson               | Rafael Carlos Becerril Hernandez   | Salvador Aldeguer    |
| Strip "El Rey" Weathers          | Richard Petty                 | Jorge Lapuente                     | Simón Amselem        |
| Cal Weathers                     | Kyle Eugene Petty             | Germán Fabregat                    | Alfonso Agra         |
| Miss Fractura / Señorita Fritter | Lea DeLaria                   | Regina Orozco                      | Miriam Aldey         |
| Sterling                         | Nathan Fillion                | Juan Frese                         | Roberto Reboiro      |
| Natalie Certeza                  | Kerry Washington              | Paola Rojas                        | Sara Couce Manso     |
| Tex Dinoco                       | H.A. "Humpy" Wheeler          | Ernesto Casillas                   | Mario Martín         |
| Darrell Cartrip                  | Darrell Waltrip               | Idzi Dutkiewicz Sanchez            | Carlos Sante         |
| Bob Cutlass                      | Bob Costas                    | Alfredo Ruiz                       | Antonio Lobato       |
| Louise Nash                      | Margo Martindale              | Andrea Coto                        | Carmen Carpintero    |
| Jeff Gorvette                    | Jeffery Michael Gordon        | Carlo Vázquez Diaz                 | Raúl Dans            |

## Producción
El 17 de agosto de 2013, Michael Wallis (voz del Sheriff en las películas anteriores de Cars) dijo en una entrevista radial que Cars 3 tendría lugar en la ruta 66 de California.
En la reunión de los accionistas de Disney el 18 de marzo de 2014, el CEO de Disney, Bob Iger, anunció que Pixar había comenzado la preproducción de Cars 3. En octubre de 2014, el director creativo de Pixar, John Lasseter, reveló en el Festival Internacional de Cine de Tokio que la película contaría con un homenaje a la película de Hayao Miyazaki El castillo de Cagliostro en forma de un viejo Citroën 2 CV. Finalmente, la producción de la cinta comenzó en el verano de 2014.
De acuerdo con la Disney Expo São Paulo del 2015, el estreno de la película iba a ser en 2018. Sin embargo, el 8 de octubre de 2015, Disney anunció que la fecha de estreno de la película sería el 16 de junio de 2017.
En marzo de 2016, Disney y Pixar eligieron a Mattel para fabricar los juguetes oficiales de la película.
El 22 de noviembre de 2016, se lanzó el primer avance de la película.
El videojuego Cars 3: Hacia la victoria / Cars 3: Motivado para ganar se estrenó junto con el filme el 15 de junio de 2017.
El 19 de julio de 2017, se reveló que el cantante chino Lay de la banda surcoreana EXO prestó su voz al doblaje chino como Jackson Storm, Huang Lei el compañero de Lay del reparto chino Go Fighting! también prestó su voz como Rayo McQueen, que se estrenaría en China el 25 de agosto de 2017.
El doblaje japonés utiliza "Engine" de Tamio Okuda como tema final, que trata sobre llegar a una encrucijada en la vida.

## Clasificación por edades
| País           | Calificación                                        |
| -------------- | --------------------------------------------------- |
| Alemania       | FSK 0                                               |
| Argentina      | ATP                                                 |
| Australia      | G                                                   |
| Brasil         | Livre                                               |
| Canadá         | G (Columbia Británica) G (Quebec)                   |
| Chile          | TE                                                  |
| Colombia       | T                                                   |
| Dinamarca      | A                                                   |
| Ecuador        | TP                                                  |
| España         | A                                                   |
| Estados Unidos | G                                                   |
| Filipinas      | PG-13 (clasificación original) G (re-clasificación) |
| Finlandia      | S                                                   |
| Francia        | Tous publics                                        |

| País          | Calificación                            |
| ------------- | --------------------------------------- |
| Hong Kong     | I                                       |
| Hungría       | 6                                       |
| India         | U                                       |
| Indonesia     | SU                                      |
| Irlanda       | G                                       |
| Islandia      | L                                       |
| Italia        | T                                       |
| Japón         | G                                       |
| Malasia       | U                                       |
| México        | AA                                      |
| Noruega       | A (2017 - 2020. Solo en IMDb.) 6 (2020) |
| Nueva Zelanda | G                                       |
| Países Bajos  | 6                                       |
| Perú          | PT                                      |
| Portugal      | M/6                                     |
| Reino Unido   | U                                       |
| Singapur      | PG                                      |
| Sudáfrica     | PG                                      |
| Suecia        | BTL                                     |
| Tailandia     | G                                       |
| Turquía       | 6+                                      |
| Venezuela     | AA                                      |
| Vietnam       | P                                       |

## Recepción
Cars 3 recibió mayormente reseñas positivas, considerándose a la película una mejora respecto a su predecesora, Cars 2. En el sitio web especializado Rotten Tomatoes, la película tiene una calificación de aprobación del 70%, basada en 178 revisiones, con una calificación promedio de 7.1/10. El consenso crítico del sitio dice: "Cars 3 tiene una historia inesperadamente conmovedora para ir a la par de su deslumbrante animación, lo que sugiere que la franquicia más intermedia de Pixar puede dejar una gran huella". En el sitio web Metacritic, que asigna una calificación normalizada, la película tiene una puntuación de 59 de 100, basada en 41 críticas, lo que indica "evaluaciones mixtas o promedio". Las audiencias encuestadas por CinemaScore dieron a la película una calificación promedio de "A" en una escala de A+ a F.
En su reseña para Variety, Owen Gleiberman escribió: "Cars 3 es una película amistosa y alegre hecha con calidez y trazo, y en la medida en que aprovecha nuestro afecto primario por esta serie, logra su trabajo". David Fear, de Rolling Stone, dio a la película una revisión positiva, diciendo: "Hay una resonancia emocional en esta historia sobre el envejecimiento, la persecución de los días de gloria y la alegría de pasar el bastón que deja a las otras dos películas asfixiándose en su polvo digitalmente prestados. El objetivo final de este tiempo fuera no es sólo para vender algunos juguetes más y loncheras de Rayo McQueen. En realidad está tocando en algo más profundo que ello". Mike Ryan, de Uproxx, llamó a la película "la Rocky III de la franquicia de coches", y escribió: "Hay un toque de tristeza que parece estar presente en todo Cars 3, lo que le da un poco más de peso que a las entregas anteriores".
Alonso Duralde, de TheWrap, le dio a la película una crítica mixta, diciendo: "Como un desovador de mercancías, Cars 3 se dispara en todos los pistones pero, como una película, es inofensiva aunque nunca estimulante en sus 109 minutos". La crítica Vicky Roach le dio a la película 3 de 4 estrellas, diciendo: "Volviendo a la nostalgia emblemática de los backroads de la película original, Cars 3 pone el flashy, impopular en medio de cine directamente en su espejo de visión trasera. La ruta que los cineastas toman podría ser familiar, él, toma las esquinas como pros".

## Versión casera
Cars 3 se estrenó en DVD, Blu-ray y 4K Ultra HD Blu-ray el 7 de noviembre de 2017, a través de Walt Disney Studios Home Entertainment.

## Futuro

### Posible secuela
En varias entrevistas realizadas después del estreno de la película; Brian Fee declaró que sentía optimista por haber realizado Cars 3, aunque no descarta la idea de una futura Cars 4, ya que "estaría dispuesto a ver un nuevo capítulo de la franquicia, pero, de momento, me siento feliz de haber participado como director en esta tercera entrega".
Owen Wilson declaró en 2018 que si se hiciere una Cars 4, "me gustaría que en una posible cuarta entrega vuelvan a traernos una trama estilo thriller como lo fue la de Cars 2".
En abril de 2020, en una entrevista, Larry The Cable Guy confesó qué pasa respecto a una posible Cars 4: "Bueno, te diré que no sé, pero si escuchas, házmelo saber y llamaré a Owen. Porque eso es lo que estamos tratando de averiguar. Sabes qué, no sé. Eso fue algo divertido de hacer. Uno pensaría que si instala un parque temático de mil millones de dólares, probablemente tenga que seguir haciendo películas. Así que no lo sé, y si lo hacen, haremos otra y estaré contento con eso”.